# Курвуазье, Карл
Карл Курвуазье (нем. Karl фр. Courvoisier; 12 ноября 1846, Базель — 31 января 1908, Ливерпуль) — немецкий скрипач швейцарского происхождения. Брат Людвига Георга Курвуазье, дядя Вальтера и Лео Курвуазье.
Учился в Лейпцигской консерватории у Фердинанда Давида и Энгельберта Рёнтгена, затем в Берлине у Йозефа Иоахима (1869—1870). С 1871 г. играл в оркестре театра «Талия» во Франкфурте-на-Майне, гастролировал как солист. С 1875 г. обосновался в Дюссельдорфе как дирижёр городского оркестра. В 1885 г. перебрался в Англию, играл на альте в струнном квартете Эрнста Шивера, преподавал скрипку и вокал.
Опубликовал в Германии учебные пособия «Основы скрипичной техники» (нем. Die Grundlage der Violin-Technik; 1873) и «Скрипичная техника» (нем. Die Violintechnik; 1878), объединение которых выдержало ряд переизданий в английском переводе Г. Э. Кребиля (англ. The Technics of Violin Playing). Автор симфонии, двух концертных увертюр, скрипичного концерта, камерной и вокальной музыки.